# ماريان لارسن
ماريان لارسن (بالدنماركية: Marianne Larsen)‏ هي كاتِبة وشاعرة دنماركية، ولدت في 27 مايو 1951 في Kalundborg ‏ في الدنمارك.